# ENCODE
La Encyclopedia of DNA Elements (ENCODE) es un proyecto de investigación pública, cuyo objetivo es identificar elementos funcionales en el genoma humano. ENCODE también apoya la investigación biomédica mediante la "generación de recursos públicos de datos genómicos, software, herramientas y métodos de análisis de datos genómicos, así como productos resultado del análisis de datos e interpretaciones".

## Historia
El proyecto ENCODE fue lanzado por el Instituto Nacional de Investigación del Genoma Humano (NHGRI) de los EE. UU. en septiembre de 2003. Destinado como un seguimiento del Proyecto Genoma Humano, el proyecto ENCODE pretende identificar todos los elementos funcionales en el genoma humano.
El proyecto involucra a un consorcio mundial de grupos de investigación, y los datos generados a partir de este proyecto son de libre acceso a través de bases de datos públicas. En 2013 fue el primer lanzamiento del proyecto ENCODE, y desde entonces ha ido cambiando conforme a las recomendaciones de los miembros del consorcio y de la amplia comunidad de científicos que utilizan el portal de acceso a los datos de ENCODE. El segundo objetivo principal del proyecto servir como una base de datos pública para "protocolos experimentales, procedimientos analíticos y los propios datos", así como "la misma interfaz debería ofrecer metadatos revisados que registren el origen de los datos y expliquen su interpretación en términos biológicos".
El proyecto comenzó su cuarta fase en febrero de 2017.

## Motivación e Importancia
Se estima que los seres humanos tienen aproximadamente 20.000 genes codificantes de proteínas, que representan aproximadamente el 1,5% del ADN en el genoma humano. El objetivo principal del proyecto ENCODE es determinar el papel del resto de componentes del genoma, gran parte de los cuales tradicionalmente se consideraban "basura". La actividad y expresión de genes codificantes de proteínas pueden ser moduladas por el reguloma - una variedad de elementos de ADN, tales como promotores, secuencias reguladoras transcripcionales y regiones de estructura de cromatina y modificación de histonas. Se cree que los cambios en la regulación de la actividad génica pueden alterar la producción de proteínas y los procesos celulares y resultar en enfermedad (Antecedentes del proyecto ENCODE). Determinar la ubicación de estos elementos reguladores y cómo influyen en la transcripción de genes podría revelar vínculos entre las variaciones en la expresión de ciertos genes y el desarrollo de la enfermedad.
ENCODE también pretende ser un recurso integral que permita a la comunidad científica comprender mejor cómo el genoma puede afectar la salud humana y "estimular el desarrollo de nuevas terapias para prevenir y tratar estas enfermedades" .

## Consorcio ENCODE
El consorcio ENCODE se compone principalmente de científicos financiados por el NHGRI. Otros participantes en el proyecto se pueden unir al consorcio o al Grupo de Trabajo en Análisis.
La fase piloto del proyecto consistió en 8 grupos de investigación y 12 grupos trabajando en la Fase de Desarrollo Tecnológico de ENCODE. Después de 2007, una vez finalizada la fase piloto, el número de participante se incrementó hasta 440 científicos de 32 laboratorios en todo el mundo. Actualmente, el consorcio se compone de diferentes centros repartidos en diferentes tareas.
ENCODE es miembro del Consorcio Internacional del Epigenoma Humano (IHEC).
El principal requisito del NHGRI para los productos resultado de la investigación de ENCODE es que se compartan libremente y con alta accesibilidad para todos los investigadores para promover la investigación en genómica. ENCODE permite la reproducibilidad y transparencia del software, métodos, datos y otras herramientas relacionadas con análisis de datos genómicos.